# Simfonia núm. 1 (Schubert)
La Simfonia núm. 1 en re major, D. 82 fou composta per Franz Schubert el 1813, quan tenia 16 anys. Malgrat la seva joventut, la seva primera simfonia és una gran peça de música orquestral.
El primer moviment, introductori, és un Adagio senyorial, amb reminiscències de la Simfonia núm. 104 de Joseph Haydn en el seu format. Un curt Adagio es succeït per un Allegro vivace.
La simfonia té un conjunt instrumental format per 1 flauta, 2 oboès, 2 clarinets en la, 2 fagots, 2 trompes en re, 2 trompetes en re, timbales i corda.
L'orquestració, amb un bon equilibri entre la corda i el vent, permet que la puguin interpretar orquestres de cambra petites, però també gran orquestres. Les trompetes tenen un registre particularment agut com en moltes de les obres primerenques de Schubert.
La durada d'una interpretació habitual és d'uns 26 minuts.
1. Adagio — Allegro vivace
2. Andante, en sol major
3. Menuetto. Allegro
4. Allegro vivace